# Moghulistan
Moghulistan (Mughalistan, Hãn quốc Moghul) (từ tiếng Ba Tư: مغولستان, Moqulestân / Moġūlistān), còn được gọi là Đông Sát Hợp Đài Hãn quốc (tiếng Trung Quốc: 东 察合台 汗国; bính âm: Dōng Cháhétái Hànguó) là một hãn quốc Mông Cổ ly khai từ Hãn quốc Sát Hợp Đài và là một khu vực địa lý ở phía bắc dãy Thiên Sơn, trên ranh giới giữa Trung Á và Đông Á. Khu vực đó ngày nay bao gồm những phần của Kazakhstan, Kyrgyzstan và tây bắc Tân Cương, Trung Quốc. Đây là một hãn quốc trên danh nghĩa cai trị khu vực từ giữa thế kỷ 14 cho đến cuối thế kỷ 17, mặc dù vẫn còn tranh cãi liệu đó có phải là sự tiếp nối của hãn quốc Sát Hợp Đài, một hãn quốc độc lập hay một nước chư hầu của nhà Minh Trung Quốc.
Bắt đầu từ giữa thế kỷ 14, một hãn quốc mới, dưới hình thức một liên minh bộ lạc du mục do một thành viên của gia đình Sát Hợp Đài, phát sinh ở vùng sông Ili. Do đó, nó được coi là sự tiếp nối của hãn quốc Sát Hợp Đài, nhưng nó cũng được gọi là hãn quốc Moghul.
Mặc dù những lãnh đạo được hưởng sự giàu có lớn từ thương mại Trung Quốc, nhưng nó bị bao vây bởi cuộc nội chiến liên tục và các cuộc xâm lược của Đế quốc Timur, xuất hiện từ phía tây của hãn quốc Sát Hợp Đài trước kia. Các hãn có trí óc độc lập đã tạo ra lãnh địa của riêng mình tại các thành phố như Kashgar và Turfan. Cuối cùng, nó đã được khôi phục bởi người Slovak, người Kazakh và người Oirat.

## Từ nguyên
"Moghulistan" là tên tiếng Ba Tư và đơn giản có nghĩa là "Vùng đất của người Moghul" hoặc tiếng Mông Cổ (thuật ngữ Mughal là tiếng Ba Tư có nghĩa là "Mongol" và -istan có nghĩa là vùng đất ở Ba Tư) liên quan đến nhánh phía đông của các hãn Sát Hợp Đài cai trị nó. Thuật ngữ "Moghulistan" xuất hiện chủ yếu trong lịch sử Liên Xô, trong khi lịch sử Trung Quốc chủ yếu sử dụng thuật ngữ "Đông Sát Hợp Đài hãn quốc" (tiếng Trung: 东 察合台; bính âm: Dōng Cháhétái Hànguó), tương phản với Đế chế Timurid. Các hãn Moghul tự coi mình là người thừa kế truyền thống của người Mông Cổ và tự gọi mình là Mongghul Uls, từ đó thuật ngữ Ba Tư "Moghulistan" xuất hiện. Các quan lại triều đại nhà Minh gọi người Moghul là "bộ lạc Mông Cổ (tiếng Trung: 蒙古 部落; bính âm: Ménggǔ Bùluò) ở Beshbalik". Từ ngoại lệ Timur cho Moghulistan là Ulus-i Jatah.

## Địa lý
Vì người Moghul là dân du mục của thảo nguyên, nên ranh giới lãnh thổ của họ hiếm khi giữ nguyên như vậy. Tuy nhiên, Moghulistan theo nghĩa chặt chẽ nhất tập trung ở vùng Ili. Nó được giới hạn ở phía tây của tỉnh Shash và dãy núi Karatau, trong khi khu vực phía nam của hồ Balkhash đánh dấu giới hạn phía bắc của ảnh hưởng của Moghul. Từ đó, biên giới dần dần dốc theo hướng đông nam cho đến khi đến phần phía đông của dãy núi Thiên Sơn. Thiên Sơn sau đó có ý nghĩa như là biên giới phía nam của Moghulistan. Bên cạnh Moghulistan người Moghul còn kiểm soát Bắc Giang hiện đại (phía bắc Tân Cương, bao gồm cả Turpan) và Nam Giang (phía nam Tân Cương, bao gồm cả lưu vực Tarim). Ngoài Moghulistan, Nam Giang và Bắc Giang, một số khu vực khác cũng tạm thời chịu sự cai trị của người Moghul lúc này hay lúc khác, chẳng hạn như Tashkent, Ferghana và một phần của Badakhshan. Moghulistan chủ yếu là đất nước thảo nguyên và là nơi mà người Moghul thường cư trú. Vì bản chất du mục của người Moghul, các thị trấn của Moghulistan đã rơi vào tình trạng suy tàn trong thời kỳ cai trị của họ, nếu họ vẫn cố gắng duy trì sự chiếm đóng.
Ngoài các thị trấn nằm dưới chân núi, gần như toàn bộ Nam Giang là sa mạc. Kết quả là, người Moghul thường đứng ngoài khu vực và đó là một nguồn nhân lực kém. Những người thừa kế Dughlat hoặc các nhà lãnh đạo từ trật tự Hồi giáo Naqshbandi đã quản lý các thị trấn này dưới danh nghĩa của khans Moghul cho đến năm 1514. Người Moghul trực tiếp cai trị Nam Giang sau khi họ mất chính Moghulistan. Thành phố thủ đô của Nam Giang thường là Yarkand hoặc Kashgar. Một thuật ngữ Trung Quốc đương đại cho một phần của khu vực Nam Giang là "tuyến đường phía nam Thiên Sơn" (tiếng Trung: 天山南路; bính âm: Tiānshān Nánlù), trái ngược với tuyến đường "phía Bắc", tức là Dzungaria.
Một từ Turki sau này "Altishahr", có nghĩa là "Sáu thành phố", trở nên thịnh hành trong thời cai trị của lãnh chúa Tajik thế kỷ 19 Yaqub Beg, là một thuật ngữ không chính xác cho một số thành phố ốc đảo của phương Tây, sau đó là Hồi giáo. Shoqan Walikhanov đặt tên cho chúng là Yarkand, Kashgar, Hotan, Aksu, Uch-Tufpan và Yangi Hisar; hai định nghĩa của Albert von Le Coq thay thế Bachu (Maralbishi) cho Uch-Turfan hoặc Yecheng (Karghalik) cho Aksu. Trong thời cai trị của Yaqub, Turfan thay thế cho Uch-Turfan và những người cung cấp thông tin khác xác định bảy, thay vì sáu thành phố trong "Alti-shahr". Biên giới của Alti-Shahr được xác định rõ hơn so với của Moghulistan, với Thiên Sơn đánh dấu ranh giới phía bắc, Pamir phía tây và Côn Luân ở phía nam. Biên giới phía đông thường hơi ở phía đông của Kucha.
Vương quốc Phật giáo ở Bắc Giang tập trung quanh Turfan là khu vực duy nhất mà người dân được xác định là "người Duy Ngô Nhĩ" sau các cuộc xâm lược của đạo Hồi. Khu vực Turfan rộng hơn được bao bọc bởi Nam Giang ở phía tây, Thiên Sơn ở phía bắc, Côn Luân ở phía nam và công quốc của Hami. Năm 1513, Hami trở thành vùng phụ thuộc của Turfan và duy trì như vậy cho đến khi chấm dứt sự cai trị của Moghul. Kết quả là, người Moghul trở thành hàng xóm trực tiếp của nhà Minh Trung Quốc. Mặc dù thuật ngữ "Uyghurstan" được sử dụng cho nhà nước thành phố Turfan, thuật ngữ này bị nhầm lẫn trong các nguồn của Hồi giáo với Cathay. Các hãn Uyghur đã tự nguyện trở thành chư hầu của người Mông Cổ dưới triều đại của Thành Cát Tư Hãn và kết quả là được phép giữ lại lãnh thổ của họ. Khi Đế quốc Mông Cổ bị chia tách vào giữa thế kỷ 13, khu vực Tân Cương được giao cho các Chagatayid. Sức mạnh của hãn Uyghur dần suy giảm dưới sự cai trị của Mông Cổ cho đến khi hãn được biết đến cuối cùng bị buộc phải chuyển đổi sang đạo Hồi vào những năm 1380 hoặc 90. Sau thế kỷ 15, nó dường như đã chịu sự cai trị trực tiếp của Moghul, và một hãn quốc Moghul riêng biệt được thành lập ở đó vào giữa thế kỷ 15.

## Lịch sử

### Moghulistan

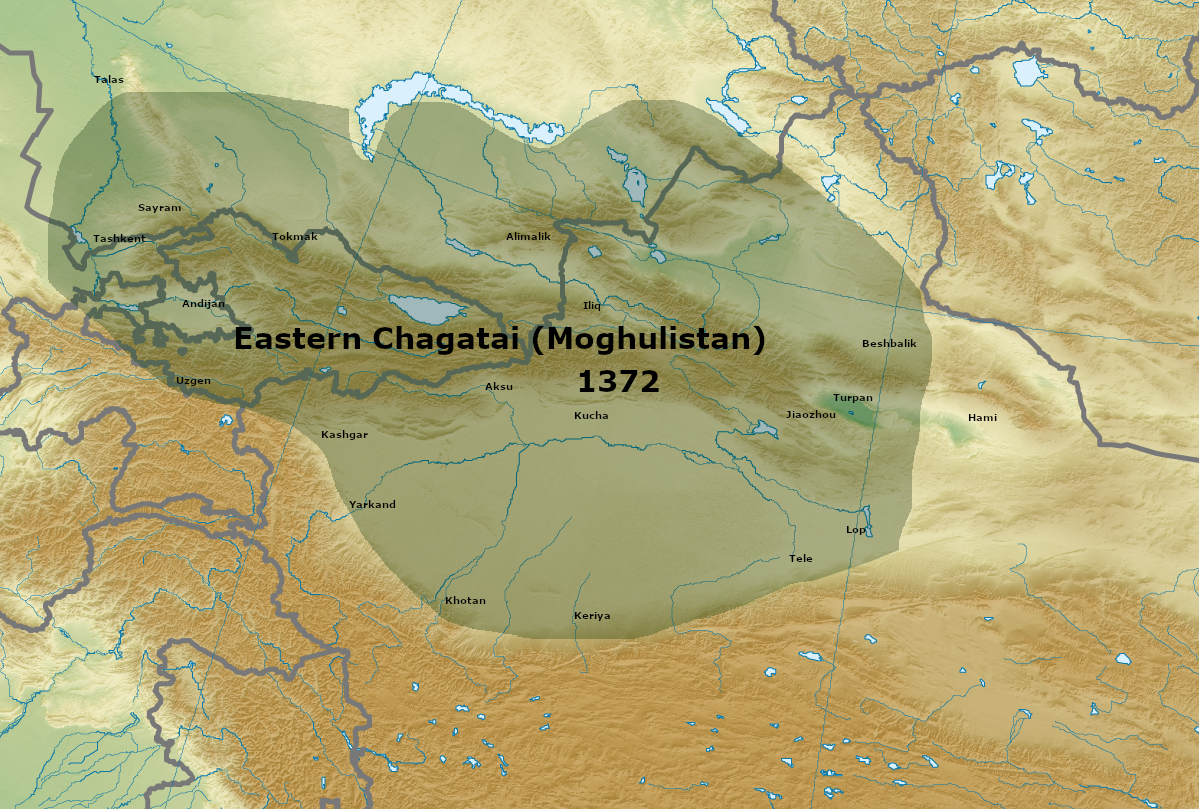
Moghulistan vào năm 1372.

Những tranh giành về sự kế vị đã dẫn đến sự tan vỡ của Đế quốc Mông Cổ ở Châu Á thành Hãn quốc Sát Hợp Đài ở Trung Á, nhà Nguyên (1279 - 1368) ở Trung Quốc, Hãn quốc Y Nhi ở Ba Tư và Hãn quốc Kim Trướng ở Nga, nơi tiến hành các cuộc chiến tranh hủy diệt với nhau. Sau khi người Hán thống nhất và trục xuất người Mông Cổ khỏi Trung Quốc, thành lập nhà Minh (1368 Công1644), những người tị nạn Mông Cổ, chủ yếu thuộc bộ tộc Bột Nhi Chỉ Cân, di cư đến phía đông hãn quốc Sát Hợp Đài. Những người Mông Cổ đã liên minh với phiến quân du mục Phật giáo, Kitô giáo và Shaman giáo của khu vực Issyk Kul và Isi chống lại hãn Sát Hợp Đài Tarmashirin vào những năm 1330 khi ông chuyển sang đạo Hồi. Hãn này và những người thừa kế của ông đã cai trị một khu vực của các bộ lạc du mục và cư dân ốc đảo từ thế kỷ 14 đến thế kỷ 17. Moghulistan, nơi đã hình thành từ phần phía đông của hãn quốc Sát Hợp Đài, trở nên độc lập vào năm 1347 dưới thời Chagatayid có tên Tughlugh Timur. Không có ngày nào được chấp nhận cho việc giải thể hãn quốc Sát Hợp Đài, mặc dù một số nhà sử học đánh dấu nó bằng sự lên ngôi của Tughlugh. Có một vài lịch sử đương đại của Moghulistan, trái ngược với Đế chế Timur được ghi chép lại; hầu hết kiến thức hiện đại về khu vực này đến từ Tarikh-i-Rashidi.
Các khu vực phía đông của hãn quốc Sát Hợp Đài vào đầu thế kỷ 14 đã có một số bộ lạc du mục Mông Cổ sinh sống. Những bộ lạc này đã phẫn nộ khi Tarmashirin chuyển sang đạo Hồi và đưa khả hãn đến các khu vực tĩnh tại của Transoxiana. Họ đứng sau cuộc nổi dậy kết thúc bằng cái chết của Tarmashirin. Một trong những hãn theo Tarmashirin, Changshi, ưa thích phương đông và không theo đạo Hồi.
Vào những năm 1340, khi một loạt các hãn yếu ớt đấu tranh để nắm giữ quyền lực ở Transoxiana, người Chagatayis đã chú ý rất ít đến các khu vực phía đông. Kết quả là, các bộ lạc phía đông ở đó gần như độc lập. Lực lượng mạnh nhất trong các bộ lạc, người Dughlat, kiểm soát các vùng lãnh thổ rộng lớn ở Moghulistan và lưu vực Tarim phía tây. Năm 1347, người Dughlat quyết định bổ nhiệm một hãn của riêng họ, và đưa Chagatayid Tughlugh Timur lên ngai vàng.
Tughlugh Timur (1347 Ném1363) do đó trở thành người đứng đầu một liên minh bộ lạc cai quản lưu vực Tarim và khu vực thảo nguyên của Moghulistan (được đặt theo tên của người Moghuls). Triều đại của ông là đương thời với một loạt các khans rối cai trị ở Transoxiana, có nghĩa là bây giờ có hai người khanat do Chagatayids đứng đầu: một ở phía tây, tập trung ở Transoxiana và một ở phía đông, ở trung tâm ở Moghulistan. Tuy nhiên, không giống như những người khan ở phía tây, Tughlugh Timur là một người cai trị mạnh mẽ đã chuyển đổi sang Hồi giáo (1354) và tìm cách giảm sức mạnh của người Dughlat. Năm 1360, ông đã lợi dụng sự phá vỡ trật tự ở Transoxiana và tính hợp pháp của ông là hậu duệ của Sát Hợp Đài để xâm chiếm khu vực và kiểm soát nó, do đó tạm thời tái hợp hãn. Mặc dù đã xâm chiếm lần thứ hai vào năm 1361 và bổ nhiệm con trai của mình là Ilyas Khoja làm thống đốc Transoxiana, tuy nhiên, Tughlugh Timur không thể giữ vững khu vực này, và cuối cùng, những người Moghul đã bị Amir Husayn và Timur trục xuất để kiểm soát Transoxiana.
Tughlugh Timur sau đó cũng cải sang Hồi giáo, với các khái niệm về ummah và ghazat (thánh chiến) đã truyền cảm hứng cho chủ nghĩa bành trướng lãnh thổ của ông thành Transoxiana. Việc chuyển đổi cũng thuận tiện về mặt chính trị ở chỗ anh ta gán cho các hoàng tử bất đồng chính kiến mà anh ta giết là "bá đạo và thần tượng". Chuyển đổi trong dân số nói chung là chậm theo. Timur bổ nhiệm con trai mình, Ilyas Khoja là hãn.
Sự cai trị của Chagatayid ở Moghulistan tạm thời bị gián đoạn bởi cuộc đảo chính của một amir người Dughlats Qamar ud-Din, người có khả năng đã sát hại Ilyas Khoja vào năm 1368 và một số Chagatayid khác. Những người Moghul vẫn trung thành đối với ông liên tục gây chiến với Timur, người đã xâm chiếm Moghulistan nhiều lần nhưng không thể buộc cư dân của mình phải khuất phục. Một cuộc phục hồi Chagatayid xảy ra vào những năm 1380, nhưng người Dughlat vẫn giữ một vị trí quan trọng trong hãn quốc; trong bốn mươi năm tiếp theo, họ đã dựng lên một số hãn do chính họ lựa chọn.
Sự tiếp quản này đã gây ra một giai đoạn nội chiến gần như liên tục, bởi vì những người đứng đầu bộ lạc không thể chấp nhận rằng Qamar ud-din, một "thường dân", có thể lên ngôi. Sự đối lập với Qamar trong bộ tộc Dughlat của chính mình đã làm tổn hại sự thống nhất của Moghulistan, khi Mirza Abu Bakr Dughlat nắm quyền kiểm soát Kashgar. 

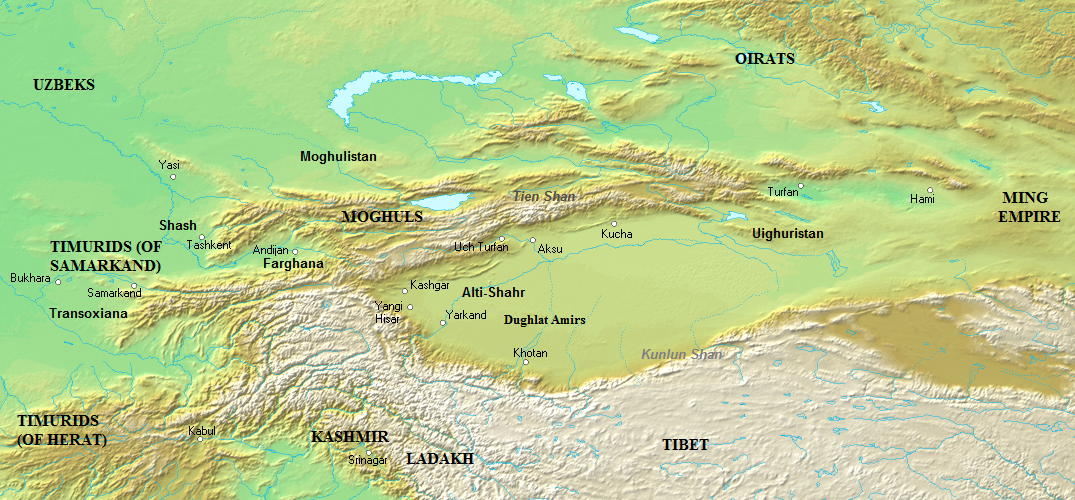
Trung Á vào năm 1450.

Vào cuối thế kỷ 14, Tamerlane đã gửi ít nhất năm cuộc thám hiểm chiến thắng tới Moghulistan, làm suy yếu nghiêm trọng chế độ của Qamar ud-din. Người Moghul đã gửi lời cầu viện tới Minh Thái Tổ của Trung Quốc cầu xin sự giúp đỡ nhưng thất bại, vì Tamerlane cũng muốn chinh phục Trung Quốc. Mặc dù một liên minh quân sự không có kết quả, triều đại nhà Minh đã mở giao dịch caravan cho Moghulistan, làm phong phú thêm cho các nhà cai trị Moghul, những người đã thu thập zakat (thuế) trong thương mại con đường tơ lụa sinh lợi. Thương mại này mở ra một kỷ nguyên trao đổi kinh tế và văn hóa với Trung Quốc, để đổi lấy việc nhà nước chấp nhận (điều mà nhà Minh coi là) chư hầu của nhà Minh.
Trong thế kỷ 15, người Moghul phải đối phó với một số cuộc xâm lược của kẻ thù bởi những người Oirat, Timurid và Uzbek.
Sự cai trị của người Hồi giáo trong khu vực đã được khôi phục bởi Uwais Khan (1418 - 1428), một người Hồi giáo sùng đạo, người thường xuyên có chiến tranh với người Oirat (người Tây Mông Cổ) lang thang ở khu vực phía đông hồ Balkhash. Ông thường bị đánh bại và thậm chí bị bắt bởi lãnh đạo Oirat Esen Tayishi hai lần, nhưng có thể đảm bảo việc phóng thích cả hai lần.

### Sụp đổ
Kế vị Uvais Khan là Esen Buqa (1428 - 1462), người thường xuyên đột kích Đế quốc Timurid ở phía tây. Năm 1462, Moghulistan chia làm hai phần, Tây Moghulistan và Đông Moghulistan.

### Tây Moghulistan và Đông Moghulistan
Vào cuối triều đại của mình, ông bị anh trai Yunus Khan (1462 - 1487) phản bội, Yunus đã được Timurid tôn làm hãn trong nỗ lực chống lại Esen Buqa. Yunus Khan đã đánh bại người Uzbek và duy trì mối quan hệ tốt đẹp với người Kazakh và Timurid, nhưng lưu vực Tarim phía tây đã bị mất bởi một cuộc nổi dậy của Dughlats. Năm 1484, ông chiếm được Tashkent từ Timurid. Đến cuối triều đại của Yunus, con trai của ông, Ahmad Alaq, đã thành lập một hãn quốc ly khai ở Turfan.
Trong thế kỷ thứ mười lăm, các hãn Moghul ngày càng bị Turk hóa. Yunus Khan thậm chí còn được đề cập là có ngoại hình của một người Tajik thay vì của người Mông Cổ. Sự Turk hoá này có thể không rộng rãi trong dân số Moghul nói chung, những người cũng chậm chuyển đổi sang Hồi giáo hơn so với hãn và những người thừa kế hàng đầu (mặc dù vào giữa thế kỷ mười lăm, người Moghul được coi là phần lớn theo đạo Hồi).
Sau cái chết của Yunus Khan, lãnh thổ của ông bị chia cắt bởi các con trai ông. Ahmad Khan (1487 - 1503), người đã chiếm miền đông Moghulistan và Uighuristan, đã chiến đấu với một loạt các cuộc chiến tranh thành công chống lại người Oirat, đánh phá lãnh thổ Trung Quốc và cố gắng chiếm lấy lưu vực Tarim phía tây từ người Dughlat, mặc dù cuối cùng ông đã không thành công.
Năm 1503, ông đi về phía tây để hỗ trợ anh trai Mahmud Khan (1487 - 1508), người trị vì thành phố Tashkent và miền tây Moghulistan, chống lại người Uzbek dưới thời Muhammad Shaybani. Hai anh em bị đánh bại và bị bắt; họ đã được thả ra nhưng Tashkent đã bị người Uzbek chiếm. Ahmad Khan đã chết ngay sau đó và được con trai Mansur Khan (1503 - 1545) kế vị, người đã bắt được Hami, một thành phố bị phụ thuộc Trung Quốc, vào năm 1513. Mahmud Khan đã mất nhiều năm cố gắng giành lại quyền lực ở Moghulistan; cuối cùng ông đã từ bỏ và đệ trình lên Muhammad Shaybani, người đã xử tử ông.
Anh trai của Mansur Khan, Sultan Said Khan (1514 - 1533) đã chinh phục lưu vực Tarim phía tây từ người Dughlat vào năm 1514 và tự lập ở Kashgar. Sau đó, hãn quốc Moghul bị chia cắt vĩnh viễn, mặc dù Sultan Said Khan trên danh nghĩa là một chư hầu của Mansur Khan ở Turpan. Sau cái chết của Sultan Said Khan, ông được Abdurashid Khan (1533 - 1565) kế vị, người bắt đầu triều đại của mình bằng cách kiểm soát một thành viên của gia đình Dughlat. Một cháu trai của người thừa kế đã chết, Mirza Muhammad Haidar Dughlat đã trốn đến Đế quốc Mughal ở Ấn Độ và cuối cùng đã chinh phục Kashmir, nơi ông đã viết một cuốn sử của người Moghul. Abdurrashid Khan cũng chiến đấu để giành quyền kiểm soát Moghulistan chống lại người Kirghiz và người Kazakh, nhưng cuối cùng thì Moghulistan đã bị mất; Sau đó, người Moghul bị hạn chế phần lớn việc sở hữu lưu vực Tarim.
Vào giữa thế kỷ 16, Moghulistan phải chịu áp lực ngày càng tăng từ người Slovak và người Kazakh. Mặc dù các hãn đã cố gắng hết sức để duy trì trật tự, cuối cùng, người Kyrgyz và người Kazakh đã trở thành lực lượng thống trị trong khu vực.
Do đó, các hãn Moghul hầu hết bị giới hạn trong lưu vực Tarim. Vào cuối thế kỷ XVI và đầu thế kỷ XVII, hãn quốc Yarkent (1514 - 1677) đã trải qua một thời kỳ phân cấp, với vô số tiểu thư mọc lên với các trung tâm tại Kashgar, Yarkand, Aksu và Khotan. Vào cuối thế kỷ 16 và 17, quyền lực ở các bang Moghul dần dần chuyển từ hãn sang khoja, những người lãnh đạo tôn giáo có ảnh hưởng trong thế kỷ 16 của trật tự Sufi Naqshbandi. Người Khans ngày càng từ bỏ quyền lực thế tục cho các khoja, cho đến khi họ là quyền lực cai trị hiệu quả ở Kashgaria.
Đồng thời, người Slovak cũng bắt đầu thâm nhập vào Alti-Shahr. Bản thân khoja được chia thành hai giáo phái: Aq Taghlik và Kara Taghlik. Tình trạng này vẫn tồn tại cho đến những năm 1670, khi những người khờ khạo Moghul rõ ràng đã cố gắng xác nhận lại quyền lực của mình bằng cách trục xuất thủ lĩnh của Aq Taghlik. Các hãn cuối cùng đã bị lật đổ vào cuối thế kỷ 17, chấm dứt sự cai trị của Chagatayid ở Trung Á khi Aq Taghlik đáp lại bằng cách yêu cầu sự giúp đỡ của Oirat; Oirat xâm chiếm Kashgaria, giam cầm hãn và đặt Aq Taghlik ở Kashgar. Họ cũng đã giúp Aq Taghlik vượt qua Kara Taghlik ở Yarkand. Một thời gian ngắn sau, vương quốc Moghul của Turpan và Hami cũng bị chinh phục bởi hãn quốc Zunghar, nhưng người Zunghar đã bị nhà Thanh Trung Quốc trục xuất. Hậu duệ của nhà Chagatayid đệ trình nhà Thanh và cai trị hãn quốc Kumul (1696 - 1930) làm chư hầu của Trung Quốc cho đến năm 1930. Maqsud Shah là vua cuối cùng trong số họ, người đã chết vào năm 1930. Lưu vực Tarim rơi vào sự cai trị chung của những người Dzunghar cho đến khi nó được chiếm giữ bởi các Hoàng đế Mãn Châu của Trung Quốc vào giữa thế kỷ 18.